# Aiken (South Carolina)
Aiken ist eine City und gleichzeitig Verwaltungssitz (County Seat) des Aiken County im US-amerikanischen Bundesstaat South Carolina. Das U.S. Census Bureau hat bei der Volkszählung 2020 eine Einwohnerzahl von 32.025 ermittelt.

## Geographie
Aiken liegt auf 33°32'58″ nördlicher Breite und 81°43'14″ westlicher Länge. In einer Entfernung von rund 80 Kilometern befindet sich Columbia in nordöstlicher Richtung. Augusta liegt 20 Kilometer entfernt im Westen. Die nördlichen Bezirke werden vom Interstate 20 tangiert. Der Savannah River fließt 15 Kilometer entfernt und teilt im Westen die Bundesstaaten South Carolina und Georgia.

## Geschichte
Die Stadt erhielt ihren Namen nach William Aiken, dem Präsidenten der South Carolina Canal and Railroad Company und wurde im Jahre 1835 gegründet. Nach Ende des Amerikanischen Bürgerkriegs ab dem Jahre 1870 begannen wohlhabende Bürger aus Charleston und den weiter nördlich gelegenen Regionen Aiken als Erholungsort zu nutzen.
Im Jahre 1950 erwählte die United States Atomic Energy Commission ein Gelände in unmittelbarer Nähe von Aiken als Standort für eine Anlage zur Produktion von Grundstoffen für Kernwaffen. Die Anlage erhielt den Namen Savannah River Plant, der 1989 in Savannah River Site umbenannt wurde.

## Demografische Daten
Im Jahre 2010 wurde eine Einwohnerzahl von 29.524 Personen ermittelt, was eine Steigerung um 16,5 % gegenüber dem Jahr 2000 bedeutet. Das Durchschnittsalter betrug 2010 44,8 Jahre und lag damit höher als der Vergleichswert im Bundesstaat South Carolina, der 40,2 Jahre betrug.

## Persönlichkeiten

### Söhne und Töchter der Stadt
- John Berry (* 1959), Country-Sänger
- Anna Camp (* 1982), Schauspielerin
- William Clyburn Jr. (* 1966), Jurist
- Theodore G. Croft (1874–1920), Politiker
- Robert C. De Large (1842–1874), Politiker
- Hansford T. Johnson (* 1936), General der United States Air Force
- Etta Jones (1928–2001), Jazzsängerin
- DeMarcus Lawrence (* 1992), American-Football-Spieler
- Bubber Miley (1903–1932), Jazztrompeter
- Moses J. Moseley (1990–2022), Schauspieler und Model
- William Perry (* 1962), Footballspieler
- Big Show (* 1972), Wrestler
- Charles Simpkins (* 1963), Leichtathlet
- Essie Mae Washington-Williams (1925–2013), Tochter von Strom Thurmond, Schriftstellerin
- Paul Williams (* 1981), Boxer

### Personen, die mit Aiken in Verbindung stehen
- Fern Andra (1893–1974), Schauspielerin
- Amory Coffin (1813–1884), Mediziner und Arzt